# Ga Chong Nonsi BTS
Ga Chong Nonsi (tiếng Thái: สถานีช่องนนทรี) là một ga BTS trên cao, nằm trên Tuyến Silom ở quận Bang Rak, Bangkok, Thái Lan. Nhà ga nằm ở Đường Naradhiwas Rajanagarindra ở trên kênh Chong Nonsi, nằm ở trung tâm kinh doanh giữa Sathon và Đường Si Lom.

## Bố trí ga
|              |                                     |                                             |
| U5 Sân ga    | Sân ga 4                            | Tuyến Silom hướng đi Sân vận động quốc gia  |
| U5 Sân ga    | Bên hông tàu, cửa sẽ mở ra bên trái |                                             |
| U3 Sân ga    | Sân ga 3                            | Tuyến Silom hướng đi Bang Wa                |
| U3 Sân ga    | Bên hông tàu, cửa sẽ mở ra bên trái |                                             |
| U2 Phòng chờ | Phòng chờ                           | Lối thoát, bán vé, lối đi bộ đến BRT Sathon |
| G            |                                     |                                             |
| -            | Mặt đất                             |                                             |

## Cơ sở
- Lối đi bộ đến Ga Sathorn BRT của Bangkok BRT